# Mercadona
Mercadona är en spansk affärskedja för dagligvaruhandel med totalt 1 636 affärer spridda över alla Spaniens regioner. Företaget grundades 1977, och var från början en mindre charkuterihandel i utkanten av Valencia.